# Elena Cecchini
Elena Cecchini (Udine, 25 mei 1992) is een Italiaans wielrenster die sinds 2021 rijdt bij het Nederlandse Team SD Worx.
Ze werd meerdere keren Italiaans kampioene op de weg en op de baan. Cecchini heeft vijf seizoenen bij het Duitse vrouwenteam Canyon-SRAM gereden.

## Biografie

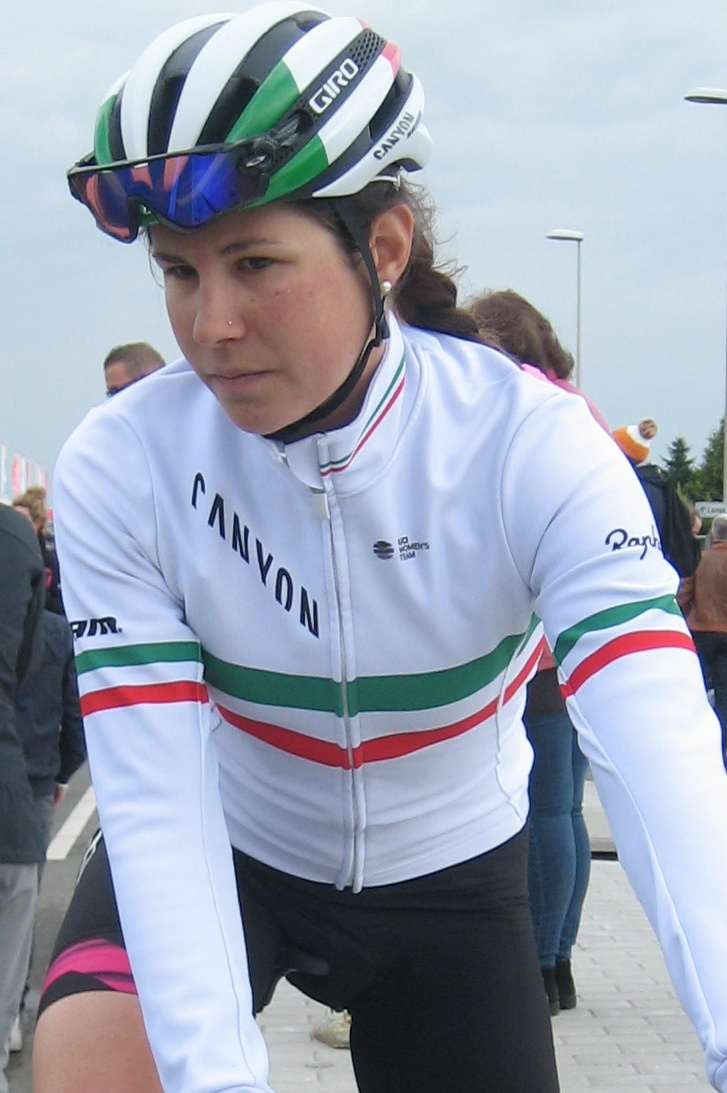
Na de Amstel Gold Race 2017.

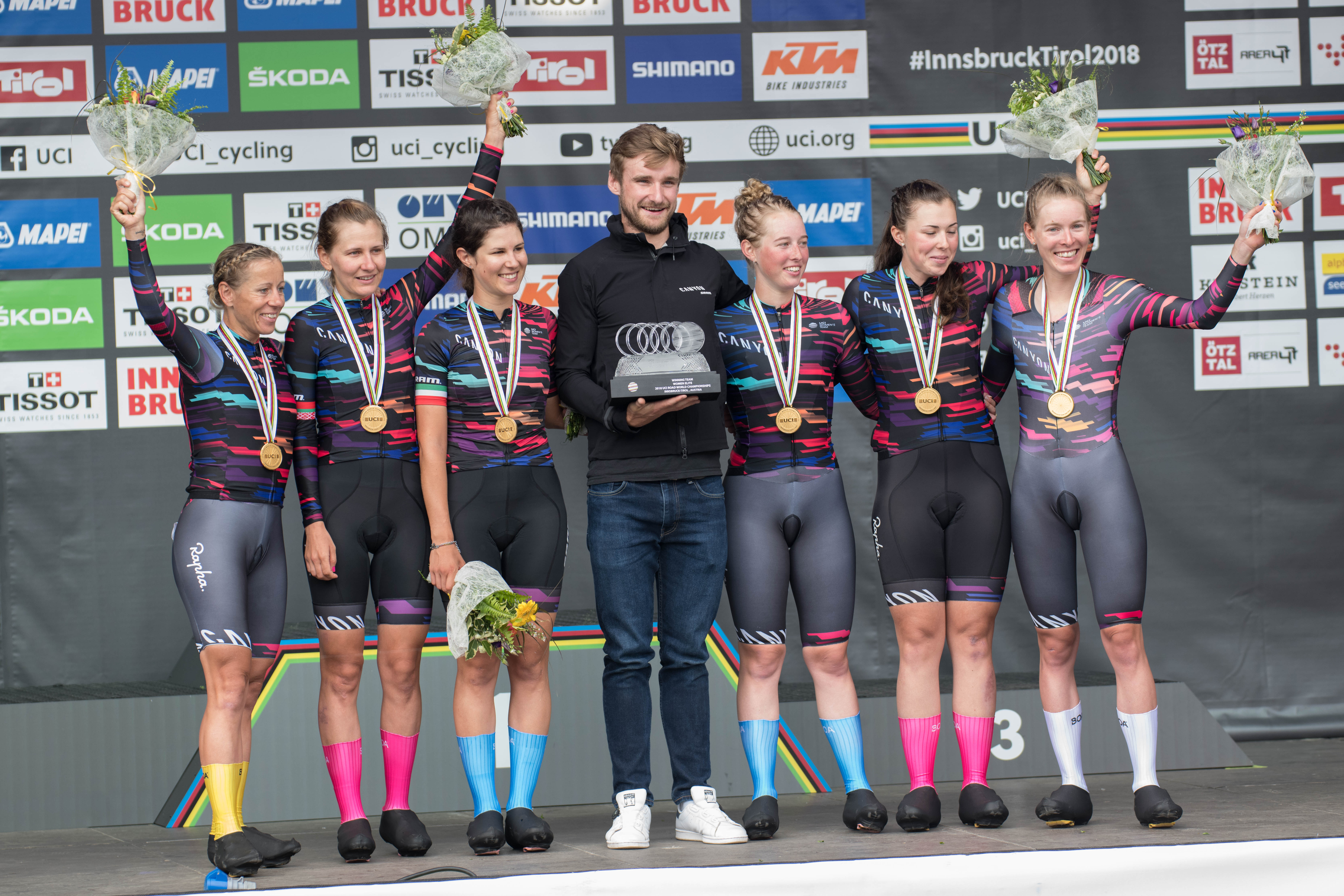
Met Canyon-SRAM won ze het WK ploegentijdrijden 2018 in Innsbruck.

Cecchini begon haar wielercarrière bij verschillende Italiaanse ploegen als Forno d'Asolo-Colavita, Faren-Kuota en MCipollini-Giambenini-Gaus. Namens deze laatste ploeg won ze de eerste etappe en het eindklassement van de Franse rittenkoers Trophée d'Or. Op de baan werd ze drie keer Italiaans kampioene en behaalde ze twee bronzen medailles tijdens het EK op de puntenkoers en scratch. In 2015 reed ze voor de Belgische wielerploeg Lotto Soudal Ladies en werd ze vijfde in de Ronde van Vlaanderen. In 2016 stapte ze over naar het Duitse Canyon-SRAM. In dat jaar werd ze voor het derde jaar op rij Italiaans kampioene op de weg en won ze het eindklassement van de Ronde van Thüringen. In 2018 blonk ze uit in het tijdrijden: ze werd voor het eerst Italiaans kampioene tijdrijden, ze won de tijdrit tijdens de Middellandse Zeespelen en met haar ploeg werd ze wereldkampioen ploegentijdrijden in het Oostenrijkse Innsbruck.

## Privé
Elena Cecchini is op 22 oktober 2022 getrouwd met wielrenner Elia Viviani. Op 30 juni 2018 behaalden ze beiden een grote overwinning: Cecchini won de tijdrit op de Middellandse Zeespelen 2018 in Tarragona (Spanje) en Viviani won op die dag het Italiaans kampioenschap op de weg.

## Palmares

### Baanwielrennen
| Jaar        | IK                                                                      | EK                                                  | WK                       | Overig                                |
| Als belofte | Als belofte                                                             | Als belofte                                         | Als belofte              | Als belofte                           |
| ----------- | ----------------------------------------------------------------------- | --------------------------------------------------- | ------------------------ | ------------------------------------- |
| 2011        |                                                                         | 5e puntenkoers                                      |                          |                                       |
| 2012        |                                                                         | puntenkoers                                         |                          |                                       |
| 2013        |                                                                         | ploegenachtervolging · 9e puntenkoers · 10e scratch |                          |                                       |
| 2014        |                                                                         | puntenkoers · ploegenachtervolging · scratch        |                          |                                       |
| Als elite   |                                                                         |                                                     |                          |                                       |
| 2011        | teamsprint · keirin · scratch                                           |                                                     |                          | WB Astana: · puntenkoers              |
| 2012        | 6e puntenkoers                                                          | 7e puntenkoers                                      | 10e scratch              | Aigle: · scratch · WB Cali: · scratch |
| 2013        | ploegenachtervolging · puntenkoers · 4e omnium · 6e keirin · 6e scratch | 7e puntenkoers                                      |                          | Aigle: · puntenkoers · achtervolging  |
| 2014        | ploegenachtervolging · 8e achtervolging · 9e puntenkoers                | puntenkoers · scratch                               | 11e ploegenachtervolging |                                       |
| 2015        | puntenkoers · scratch                                                   |                                                     |                          |                                       |
| 2016        | 6e puntenkoers                                                          |                                                     | 11e puntenkoers          |                                       |
| 2017-2022   | Geen deelnames                                                          | Geen deelnames                                      | Geen deelnames           | Geen deelnames                        |
| 2023        | puntenkoers                                                             |                                                     |                          |                                       |

### Wegwielrennen

#### Overwinningen
2012
1e etappe Trophée d'Or
 Eindklassement Trophée d'Or
2014
 Italiaans kampioen op de weg, Elite
2015
 Italiaans kampioen op de weg, Elite
2e etappe GP Elsy Jacobs
2016
 Italiaans kampioen op de weg, Elite
 Eindklassement Thüringen Rundfahrt
2017
 Italiaans kampioenschap tijdrijden
2018
 Wereldkampioen ploegentijdrit met Canyon-SRAM in Innsbruck
 Middellandse Zeespelen, tijdrit
 Italiaans kampioen tijdrijden, Elite
2e etappe Thüringen Rundfahrt
2019
 Italiaans kampioen tijdrijden, Elite
6e etappe Thüringen Rundfahrt
2021
 Europees kampioenschap gemengde ploegenestafette
2023
 Europees kampioenschap gemengde ploegenestafette, elite
2024
 Europees kampioen gemengde ploegentijdrit, elite

#### Uitslagen in voornaamste wedstrijden
| Jaar | Ronde van Italië | Ronde van Frankrijk | Ronde van Spanje |
| ---- | ---------------- | ------------------- | ---------------- |
| 2011 |                  |                     |                  |
| 2012 |                  |                     |                  |
| 2013 | opgave           |                     |                  |
| 2014 |                  |                     |                  |
| 2015 | 24e              |                     |                  |
| 2016 |                  |                     |                  |
| 2017 | 18e              |                     |                  |
| 2018 | 56e              |                     |                  |
| 2019 |                  |                     |                  |
| 2020 | 44e              |                     |                  |
| 2021 | 56e              |                     |                  |
| 2022 | 41e              |                     |                  |
| 2023 | opgave           | 95e                 |                  |
| 2024 |                  |                     |                  |
| 2025 | opgave           | 107e                | 78e              |

| Jaar | Milaan-San Remo | Gent-Wevelgem | Ronde van Vlaanderen | Parijs-Roubaix | Amstel Gold Race | Luik-Bast.‑Luik | Waalse Pijl | Classic Lorient Agglomération | Strade Bianche |  | WK op de weg |
| ---- | --------------- | ------------- | -------------------- | -------------- | ---------------- | --------------- | ----------- | ----------------------------- | -------------- |  | ------------ |
| 2011 |                 |               |                      |                |                  |                 |             |                               |                |  | 109e         |
| 2012 |                 |               |                      |                |                  |                 | 96e         | 18e                           |                |  | 38e          |
| 2013 |                 |               | opgave               |                |                  |                 |             | 11e                           |                |  |              |
| 2014 |                 |               | 17e                  |                |                  |                 | 19e         | 64e                           |                |  | 55e          |
| 2015 |                 |               | 5e                   |                |                  |                 | 12e         | 7e                            | 10e            |  | 18e          |
| 2016 |                 | 12e           | 19e                  |                |                  |                 | 19e         | ↑                             |                |  | 90e          |
| 2017 |                 | 9e            | 6e                   |                | 57e              |                 | 69e         | 5e                            | 10e            |  | 10e          |
| 2018 |                 | 53e           | 36e                  |                | 16e              | 28e             | 60e         | 4e                            | 19e            |  | opgave       |
| 2019 |                 | 8e            |                      |                |                  |                 |             |                               | 43e            |  |              |
| 2020 |                 |               | 27e                  |                |                  | opgave          | 47e         | 5e                            | opgave         |  | opgave       |
| 2021 |                 | 31e           |                      | 25e            |                  | 76e             |             |                               | 21e            |  | 95e          |
| 2022 |                 | 46e           | 49e                  | opgave         |                  |                 |             | 30e                           |                |  | 48e          |
| 2023 |                 | 73e           | 57e                  | 55e            |                  | opgave          | 87e         |                               | 63e            |  | 30e          |
| 2024 |                 |               |                      | 44e            | 82e              |                 | opgave      |                               | 53e            |  |              |
| 2025 | opgave          | 77e           | 84e                  | 35e            |                  |                 |             |                               |                |  |              |

## Ploegen
- 2011 –  Forno d'Asolo-Colavita
- 2012 –  MCipollini-Giambenini-Gaus
- 2013 –  Faren-Kuota
- 2014 –  Estado de México-Faren
- 2015 –  Lotto Soudal Ladies
- 2016 –  Canyon-SRAM
- 2017 –  Canyon-SRAM
- 2018 –  Canyon-SRAM
- 2019 –  Canyon-SRAM
- 2020 –  Canyon-SRAM
- 2021 –  Team SD Worx
- 2022 –  Team SD Worx
- 2023 –  Team SD Worx
- 2024 –  Team SD Worx
- 2025 –  Team SD Worx-Protime

Baccaille · Bastianelli · Borchi · Carretta · Cecchini · Guderzo · Jasińska · Pironato · Tagliaferro · Tomasini · Valentini · Zorzi
Amialiusik · Barnes · Brennauer · Cecchini · Cromwell · Guarischi · Kröger · Ryan · Worrack
Amialiusik · Barnes · Brennauer · Cecchini · Cromwell · Ferrand-Prévot · Guarischi · Kröger · Ryan · Thorvilson · Worrack
Amialiusik · A. Barnes · H. Barnes · Cecchini · Cromwell · Erath · Ferrand-Prévot · Klein · Niewiadoma · Riffel · Ryan · Thorvilson · Worrack
Amialiusik · A. Barnes · H. Barnes · Cecchini · Cromwell · Erath · Ferrand-Prévot · Gafinovitz · Harris · Klein · Ludwig · Niewiadoma · Riffel · Ryan · Shapira · Thorvilson
Amialiusik · A. Barnes · H. Barnes · Cecchini · Cromwell · Erath · Ferrand-Prévot · Gafinovitz · Harris · Klein · Ludwig · Niewiadoma · Pratt · Riffel · Ryan · Shapira · Thorvilson
Blaak · Canuel · Cecchini · D'Hoore · Fisher-Black · Fournier · Majerus · Moolman-Pasio · Nosková · Pieters · Shackley · Uneken · Van der Breggen · Vollering
Blaak · Cecchini · Fisher-Black · Fournier · Frei(vanaf 8/8) · Kopecky · Majerus · Moolman-Pasio · Pieters · Reusser · Shackley · Uneken · Vas · Vollering
Bredewold · van den Broek-Blaak (zwangerschapsverlof) · Cecchini · Fisher-Black · Frei · Guarischi · Kopecky · Majerus · Markus · Reusser · Schreiber (vanaf 1/3) · Shackley · Uneken · Vas · Vollering · Wiebes
Bredewold  · van den Broek-Blaak · Cecchini · Fisher-Black · Gerritse · Guarischi · Kopecky  · Majerus · Markus · Reusser   · Schreiber · Shackley (tot 16/4) · Uneken · Vas  U23 · Vollering · Wiebes
van Belle (vanaf 29/4) · Bredewold · van der Breggen · van den Broek-Blaak (tot 11/2) · Cecchini · Gerritse · Guarischi · Häberlin · Harvey · J. Kopecký · L. Kopecky  · Lach · Markus · Schneider · Schreiber · Schreurs · Vas · Wiebes 